# Yamdena
La isla Yamdena (en indonesio: Pulau Yamdena, escrito Jamdena durante el período colonial neerlandés) es la mayor de las islas Tanimbar en la provincia de Molucas de Indonesia. Saumlaki es la capital, situada en el extremo sur de la isla.
La isla tiene una serie de colinas boscosas a lo largo de su costa oriental, mientras que su costa occidental es más baja. Los bosques están habitados por búfalos de agua salvajes.
El idioma yamdena se habla en su territorio y alrededor de la isla. El cristianismo es la religión mayoritaria, pero los cultos a los antepasados todavía se practican. Artesanías en la isla incluyen la talla en madera, orfebrería fina, tejido ikat  (sobre todo en la cercana isla Selaru). En 1987 una nueva especie de cettia (un tipo de ave) se registró en la isla.
Megalitos: En el pueblo de Dol Sangliat hay una escalera de piedra antigua que conduce de la playa a una plataforma de piedra en forma de barco. Hay otros similares pero menos conservados sitios en la isla, que representaban en su origen los barcos en los que los antepasados de los habitantes antiguos llegaron a la isla.